# Арешт Ісуса Христа

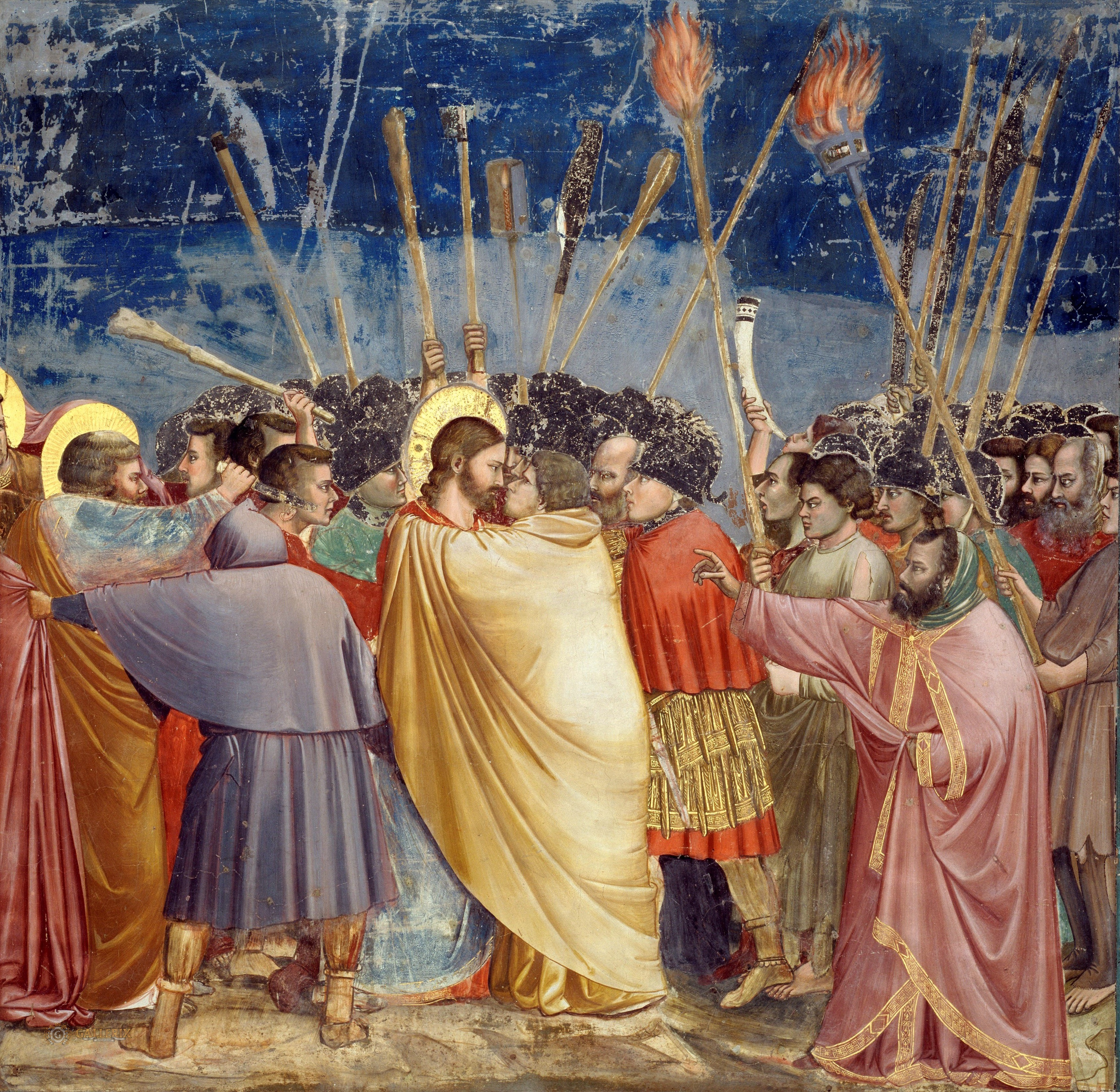
Арешт Ісуса і поцілунок Юди.
(Джотто, Капела Скровеньі, 1304-1306)

Арешт Ісуса Христа — описане в Євангеліях взяття під варту Ісуса Христа загоном «війська та служби від первосвящеників і фарисеїв» у Гетсиманському саду після його моління про чашу. Центральним епізодом сцени арешту виступає поцілунок Юди, який зрадив свого вчителя. Арешт Ісуса відноситься у християнстві до Страстей Христових.

## Євангельська розповідь
Про арешт Ісуса Христа повідомляють всі чотири євангеліста. Синоптичні Євангелія повторюють ідентичний сюжет за винятком оповідання Марка про голого юнака. Іоанн Богослов у своєму Євангелії описує арешт Ісуса «частково скорочено порівняно з синоптичними Євангеліями, а в інших випадках більш докладно, вказуючи на деякі опущені у перших євангелістів подробиці цих подій».
| Євангеліє                | Текст |
| ------------------------ | --- |
| Від Матвія (Мф 26:47-57) | ...се Юда, один з дванадцяти, приходить, а з ним багато народу з мечами та киями, від первосвящеників і старійшин народних. А зрадник Його дав їм знак, кажучи: Кого я поцілую, Той і є, візьміть Його. І, відразу підійшов до Ісуса й сказав: радій, Учителю! І поцілував Його. <...> У той час сказав Ісус до народу: немов на розбійника вийшли ви з мечами та киями взяти Мене; кожен день з вами сидів Я, навчаючи у храмі, і ви не брали Мене. Це ж сталось усе, щоб збулися писання пророків. Усі учні тоді залишили Його й повтікали. А вони схопили Ісуса, повели Його до первосвященика Кайяфи, де зібралися книжники й старші.                                        |
| Від Марка (Мк 14:43-53)  | ...приходить Юда, один з дванадцятьох, і з ним багато народу з мечами та киями від первосвящеників, і книжників, і старших. <...> І, прийшовши, підійшов він негайно та й каже: Учителю! Учителю! і поцілував Його. А вони руки свої наклали на Нього, і схопили Його. <...> Тоді всі полишили Його й повтікали. Один юнак, загорнувшись по нагому тіла в покривало, йшов за Ним; і воїни схопили його. Але він, покинувши покривало, втік від них нагий. І привели Ісуса до первосвященика... |
| Від Луки (Лк 22:47-54)   | ...з'явився народ, а попереду нього йшов один із дванадцятьох, званий юдою, і він підійшов до Ісуса, щоб поцілувати Його. <...> А до первосвящеників і сторожі храму та старших, що прийшли проти Нього, промовив Ісус: немов на розбійника вийшли ви з мечами та киями, щоб узяти Мене? Я щодня був із вами у храмі, і ви не простягали рук на Мене, але тепер ваша година і влада темряви. Взявши Його, повели й привели у дім первосвященика. Петро ж здалека йшов слідкома. |
| Від Івана (Ин 18:3-12)   | Юда, узявши відділ [воїнів] та службу від первосвящеників і фарисеїв, приходить туди з ліхтарями і світильниками і зброєю. Ісус же, знаючи все, що з Ним буде, вийшов і сказав їм: кого шукаєте? Йому відповіли: Ісуса Назарянина. Рече їм ісус: це Я. Стояв із ними й Юда, що видав Його. І коли сказав їм: це Я, вони подалися назад і впали на землю. Знов запитав їх: кого шукаєте? Вони сказали: Ісуса Назорея. Ісус відповів: Я сказав вам, що це Я ... отож, як Мене ви шукаєте, то дайте оцим відійти, щоб справдилось слово, що промовив: тих, яких Ти Мені дав, Я не втратив нікого. <...> Тоді воїни та тисяцький і служба Юдейська схопили Ісуса, і зв'язали Його... |

## Пов'язані сюжети

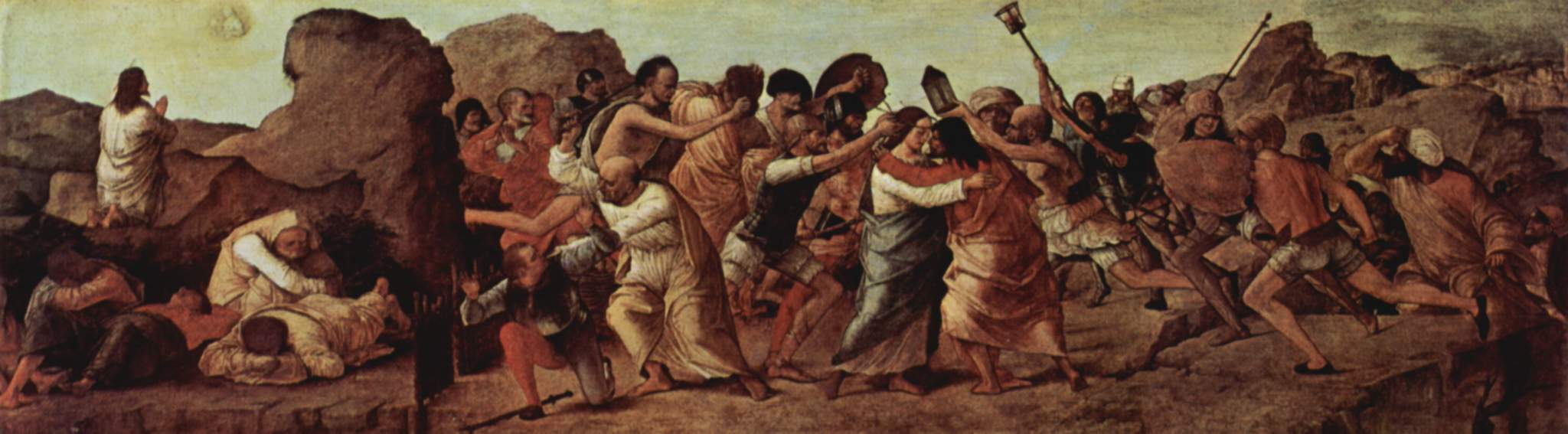
Моління про чашу і взяття Христа під варту
(Ерколе де Роберті, ок. 1482 року)

- Моління про чашу — нічна молитва Ісуса Христа в Гефсиманському саду перед арештом. У своїх молитвах Ісус просив Бога «Отче Мій! якщо можливо, нехай мине Мене чаша ця; втім, не як Я хочу, але як Ти».
- Поцілунок Юди — умовний знак Юдою Іскаріот, яким він вказав прийшли з ним воїнам на Ісуса Христа. Про поцілунок Юди повідомляють тільки Синоптичні Євангелія.
- Апостол Петро відсікає вухо Малху, раба первосвященика, а Ісус зцілює його.

## Богословське тлумачення

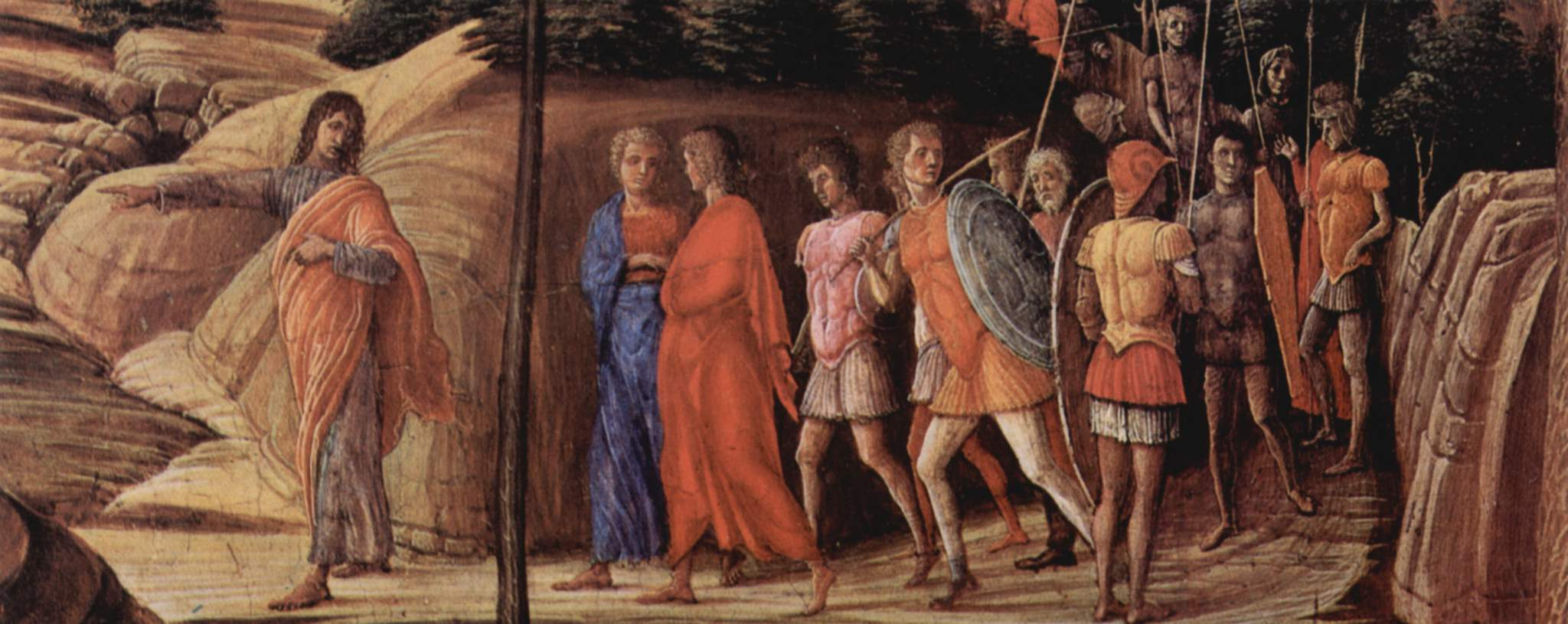
Юда веде воїнів в Гетсиманський сад (Андреа Мантенья, 1455)

Синоптичні Євангелія, розповідаючи про арешт Ісуса, повторюють вислів «один з дванадцяти», підкреслюючи цим, що саме учень Христа став зрадником свого вчителя. З євангельської розповіді випливає, що Юда ішов на чолі загону римської когорти з тисяченачальником (хилиархом), архієрейських служителів і рабів. Російський богослов Лопухін А.П. зазначає, що з буквального розуміння Лк 22:52 слід що при арешті були присутні і деякі з юдейських первосвящеників і старійшин. Крім зброї ті хто прийшли мали в руках ліхтарі та світильники, вважаючи, що їм потрібно шукати Ісуса, який може сховатися в Гетсиманському саду. В оповіданні всіх євангелістів Ісус, не ховався від арешту і він, «знаючи все, що з Ним буде», вийшов на зустріч натовпу і звернувся до воїнів з питанням.
|                     | І як тільки сказав їм: Це Я, вони подалися назад, та й на землю попадали... |
| — Ів. 18:6, Огієнко |                                                                             |

Іван Золотоуст особливо підкреслює значимість цього діалогу Ісуса з воїнами, що приводиться Іоаном:
Бажаючи напоумити Юду, Він засліпив тих хто прийшов взяти Його та сам запитав їх: Кого ви шукаєте (Ів. 18:4). Але вони не впізнали Його, хоча були з факелами та ліхтарями, та мали з собою Юду. Потім, коли відповіли: Ісуса, тоді Він сказав їм: Я є той кого ви шукаєте; і, звертаючись до Юди, говорить йому: друже, для чого ти прийшов сюди? Таким чином дозволив взяти Себе тоді вже, коли показав Свою могутність.
Оригінальний текст (рос.)
Желая вразумить Иуду, Он ослепил пришедших взять Его и сам спросил их: кого ищете (Ин. 18:4). Но они не узнали Его, хотя были с факелами и светильниками и имели с собою Иуду. Потом, когда отвечали: Иисуса, тогда Он сказал им: Аз есмь, егоже ищете; и, обращаясь к Иуде, говорит ему: друже, на сие ли пришел еси? Таким образом позволил взять Себя тогда уже, когда показал Своё могущество.

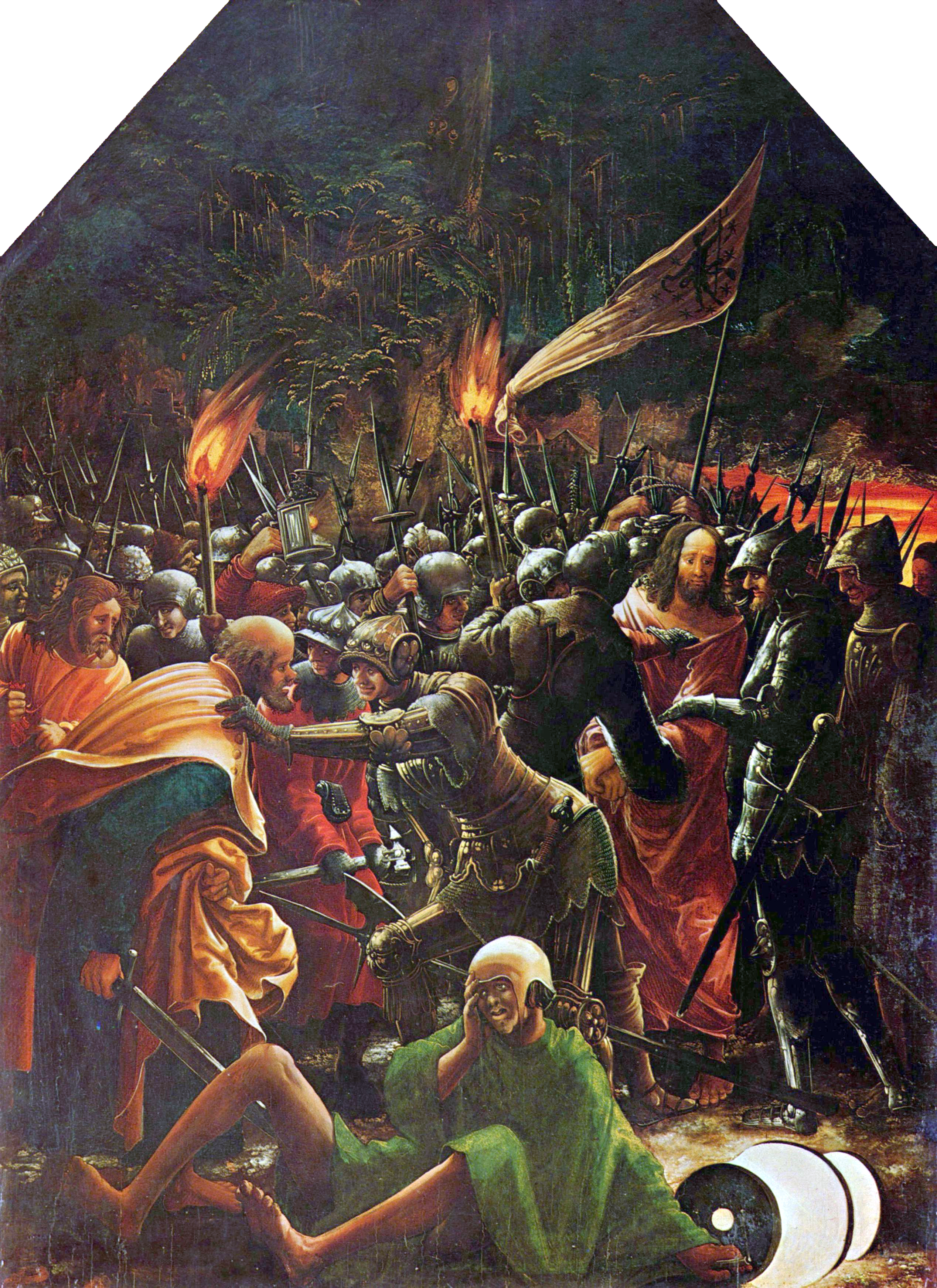
«Арешт Ісуса Христа»(Альбрехт Альтдорфер, бл. 1509-1516)

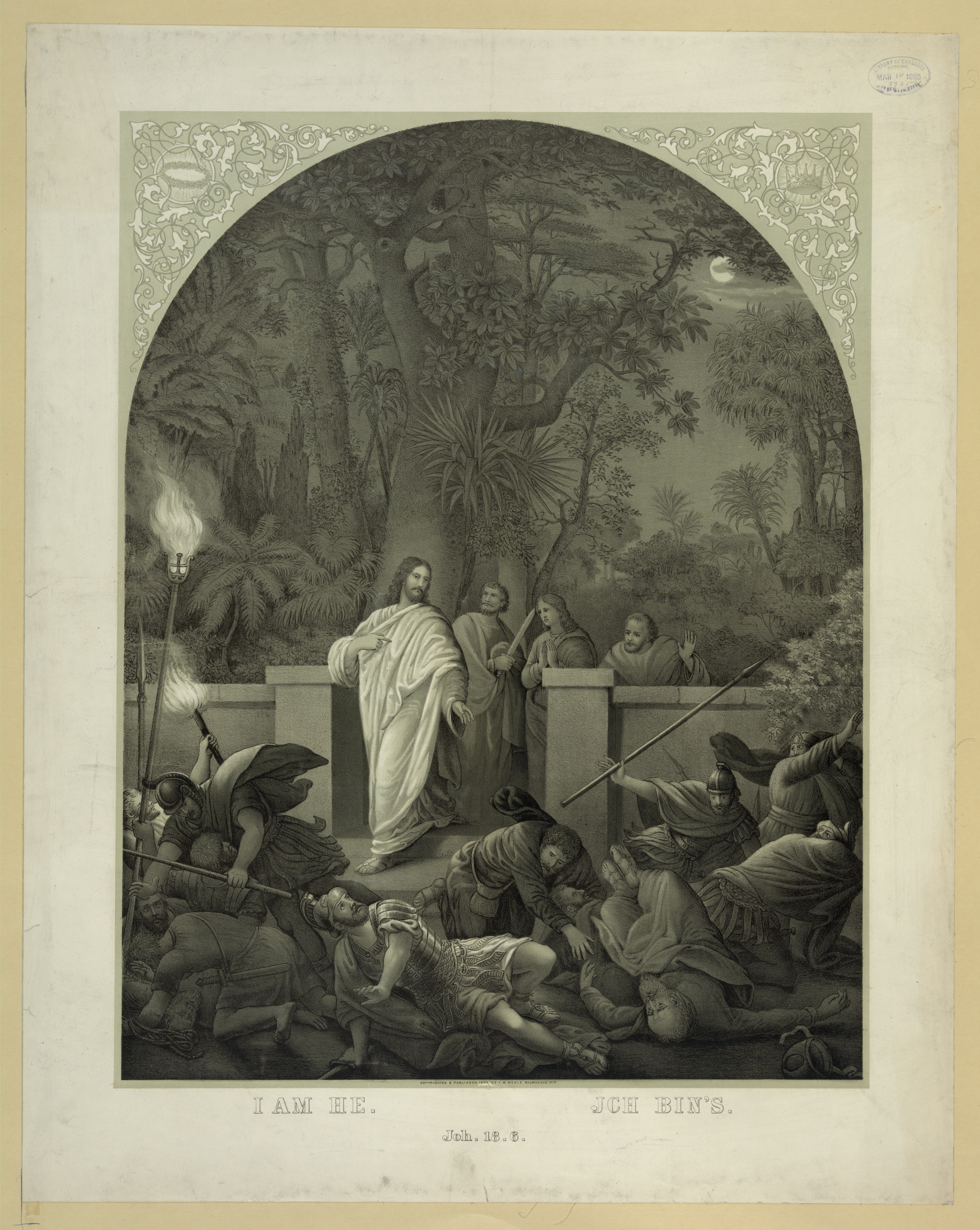
Це є Я

В оповіданні Іоана Ісус при своєму арешті проявляє турботу про своїх учнів, кажучи воїнам «залиште їх, нехай ідуть», після цього євангеліст додає — «щоб справдилось слово, що промовив: тих, яких Ти Мені дав, Я не погубив нікого». В якості причини чому Ісус не хотів, щоб разом з ним були арештовані апостоли називають, то що вони повинні були продовжувати проповідь і ще не були готові до перенесення страждань.
Учні спочатку вирішили заступитися за Ісуса, всі євангелісти повідомляють, що один з них відсік мечем вухо раба первосвященика (євангеліст Іоанн пише, що це зробив Петро і називає ім'я раба — Малх). У відповідь на це Ісус зцілює раба (згідно євангелісту Луці і каже: «сховай свого меча в його місце, бо всі, хто візьме меча, від меча і загинуть», повторюючи на думку Аверкія (Таушева) заповідь, дану Богом після потопу (Сім законів нащадків Ноя) — «Хто проллє кров людську, того кров проллється рукою людини» (Бут 9:6).
Потім, за повідомленнями Матвія і Марка, учні Ісуса бігли, а Лука особливо повідомляє, що апостол Петро пішов за своїм учителем і потім відрікся від нього. У євангеліста Марка міститься згадка про якогось хлопця, який «загорнувшись по голому тілу в покривало» слідував за Ісусом, а коли люди спробували схопити його — утік, залишивши покривало. Оскільки про це згадує тільки апостол Марк, то припускають, що він передає випадок, що був з ним самим.